# Lacu Sărat (Brăila megye)
Lacu Sărat település Romániában, a Havasalföldön, Brăila megyében.

## Fekvése
Brăila mellett, attól 6 km-re fekvő település.

## Leírása
Lacu Sărat község mellett, 16 méter tengerszint feletti magasságban, 172 hektáros erdővel körülvéve, gyönyörű park közepén van a 2 km hosszú Sărat-tó, melynek erősen sós vize és kénes iszapja gyógyító hatású.
A szép parkerdő a brălaiak kedvelt üdülő és kirándulóhelye.
A településről és környékéről az első adat 1462-ből, Vlad Tepes fejedelem idejéből származik.
A település közelében található a szent Pantelion kolostor is.